# Cârligu Mic, Buzău
Cârligu Mic este un sat în comuna Glodeanu-Siliștea din județul Buzău, Muntenia, România. Se află în extremitatea sudică a județului, în zona de câmpie.